# 松蛇屬
松蛇屬（學名：Pituophis）是蛇亞目游蛇科下的一個無毒蛇屬，又稱牛蛇，主要分布於美國與墨西哥。

## 物種
- 牛蛇（Pituophis catenifer）
  - 索諾拉牛蛇（Pituophis catenifer affinis）
  - 聖地亞哥牛蛇（Pituophis catenifer annectens）
  - Pituophis catenifer bimaris
  - 太平洋牛蛇（Pituophis catenifer catenifer）
  - Pituophis catenifer coronalis
  - 大盆地牛蛇（Pituophis catenifer deserticola）
  - Pituophis catenifer fulginatus
  - Pituophis catenifer insulanus
  - 聖克魯斯牛蛇（Pituophis catenifer pumilis）
  - 牛蛇（Pituophis catenifer sayi）
  - Pituophis catenifer vertebralis
- 墨西哥松蛇（Pituophis deppei）
  - 墨西哥松蛇（Pituophis deppei deppei）
  - 北墨西哥松蛇（Pituophis deppei jani）
- 中美牛蛇（Pituophis lineaticollis）
  - Pituophis lineaticollis gibsoni
  - Pituophis lineaticollis lineaticollis
- 松蛇（Pituophis melanoleucus）
  - 黑松蛇（Pituophis melanoleucus lodingi）
  - 北部松蛇（Pituophis melanoleucus melanoleucus）
  - 佛羅里達松蛇（Pituophis melanoleucus mugitus）
- 路易斯安那松蛇（Pituophis ruthveni）

## 外部連結
- （英文）TIGR爬蟲類資料庫：松蛇屬